# Escola Paulística

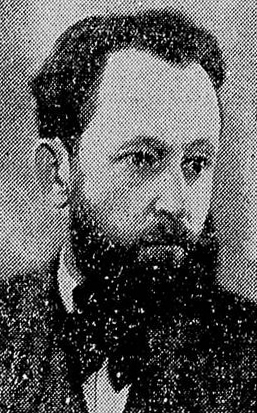
Alfredo Ellis Junior em 1937, o ex-professor de História da Civilização Brasileira da Universidade de São Paulo foi um dos maiores expoentes da tradição historiográfica paulística, sendo autor de títulos como Raça de Gigantes (1926) e O Bandeirismo Paulista e o recuo do Meridiano (1934)

A escola paulística foi a tradição historiográfica em São Paulo liderada por figuras como o ex-professor da USP, Alfredo Ellis Júnior, o ex-diretor do Museu Paulista, Afonso d'Escragnolle Taunay, e o escritor modernista António de Alcântara Machado, e que se agregou, principalmente, nas fileiras do Instituto Histórico e Geográfico de São Paulo.
Encontrou especial proeminência durante a Primeira República Brasileira, tendo, durante esse tempo, criado uma ideia de "excepcionalismo" paulista. Encontrou o seu ápice durante a Revolução Constitucionalista de 1932, quando passou a se discutir a ideia da independência de São Paulo do resto do Brasil.

## Origens
A ideia de um excepcionalismo paulista começa a dar as faces em meio as movimentações republicanas da década de 1870, em um projeto liberal que emprestava algumas características do modelo nortenho americano, mas, no entanto, sem fazer grandes concessões ao abolicionismo e à reforma agrária. Apesar disso, os paulistas ainda reivindicam para si a ideia de um povo "irredutível" e "avesso ao poder estatal"

A escola paulística passa por um momento de ascensão após a Proclamação da República no Brasil, em um momento em que o estado de São Paulo e as suas oligarquias tomam as rédeas da política nacional. Nessa conjuntura, foi fundado em 1894 o Instituto Histórico e Geográfico de São Paulo, em contraposição direta ao IHGB, fundado no Rio de Janeiro em 1838 e que era uma fonte de legitimação do regime monárquico no Brasil. O IHGSP, dessa forma, buscaria trazer legitimação ao regime republicano recém-nascido no país. Isso fica especialmente óbvio quando o instituto nomeia, em 1895, o então presidente da república, Prudente de Morais, que foi um dos fundadores do Partido Republicano Paulista, como seu presidente de honra.
A história de São Paulo é a própria história do Brasil. - Primeira edição da revista do IHGSP

## Formas de propagação

### Museu Paulista

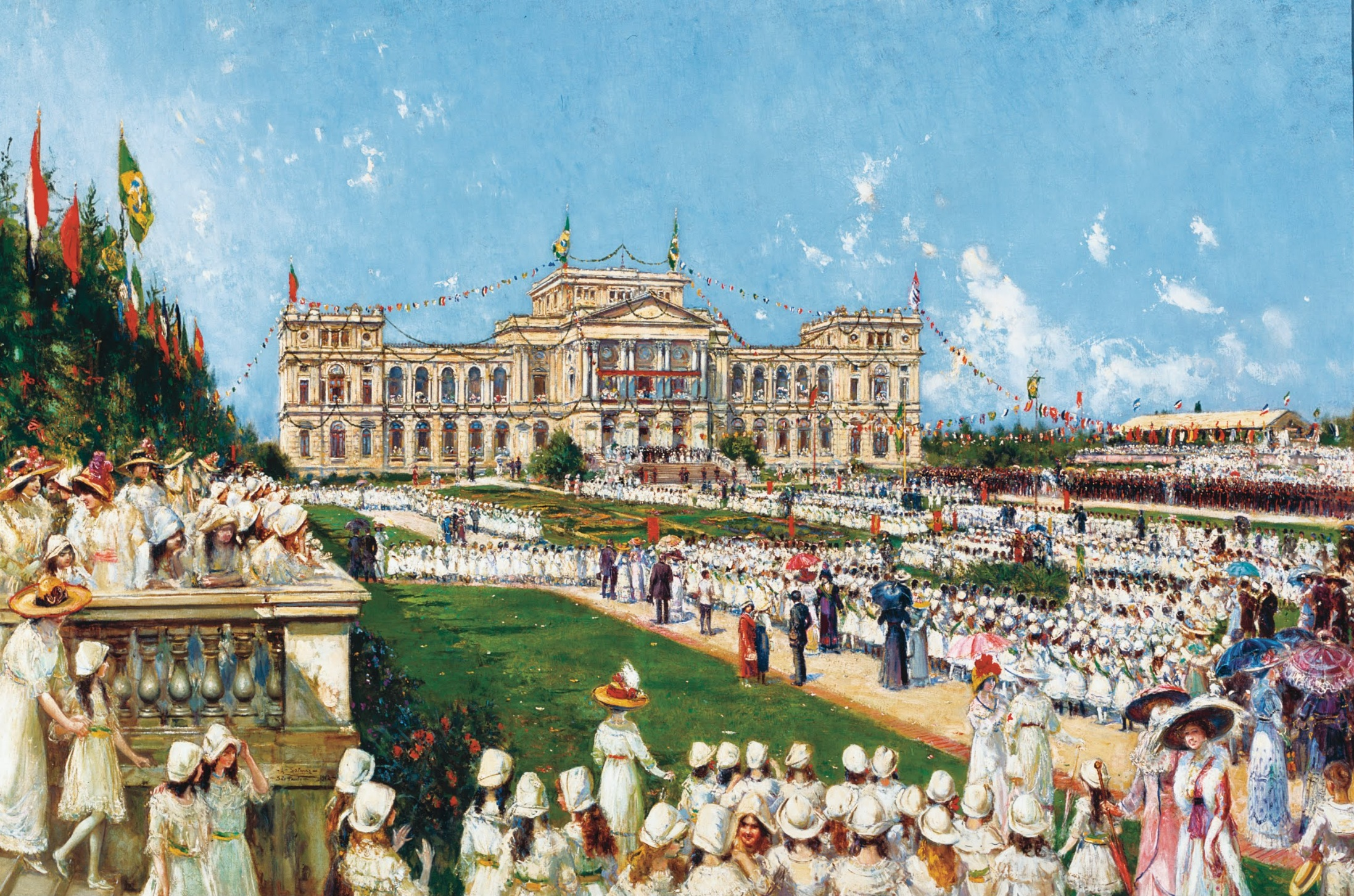
Museu Paulista em 1912, óleo sobre tela de Agustín Salinas Teruel.

Inicialmente concebido como um monumento à Independência do Brasil, o Museu do Ipiranga, ou Museu Paulista, passou os primeiros anos da sua existência — sob a direção do alemão Hermann von Ihering — como um museu de história natural. Foi apenas quando Afonso Taunay tomou posse em 1917 da direção do museu, que a história passa a ocupar um local de destaque nas exposições e nas publicações relativas á instituição. De acordo com Ana Cláudia Fonseca Brefe:
A entrada de Taunay na direção do Museu Paulista em 1917 significou, de imediato, uma alteração nos seus direcionamentos que levou, ao longo do tempo, a uma mudança completando seu perfil. Apesar de Taunay ter conservado o “espírito enciclopédico” da instituição, mantendo todas as coleções de Ciências Naturais do Museu em perfeito estado de conservação, bem como incrementando-as através do trabalho de especialistas e dos viajantes que continuamente forneciam novos espécimes, a transformação pela qual a instituição passava já podia ser notada nos primeiros meses da nova administração. Tal como Hermann von Ihering, que imprimiu sua marca pessoal na organização e apresentação do Museu durante os mais de vinte anos em que esteve à sua testa, Taunay também pintaria a instituição do Ipiranga com suas cores prediletas. Desde os primeiros momentos de sua gestão, Taunay fez questão não apenas de mostrar quais as orientações que pretendia seguir, como também apontou os problemas acarretados pela administração de Ihering, suas falhas e encaminhamentos equivocados, mostrando que suas prioridades seriam bastante distintas.

### Cinema
Além do espaço do museu, também foi de muito cara a escola historiográfica paulística o cinema. Em 1940, sob a direção de Humberto Mauro e a orientação histórica de Afonso Taunay, foi produzido, com patrocínio do Instituto Nacional de Cinema Educativo, o filme "Os Bandeirantes", que, apesar da existência de O Caçador de Diamantes (1932), foi descrito pelo seu orientador como "o primeiro filme bandeirante". A referência ideológica feita a escola paulística se torna bastante clara nos últimos versos declamados pelo narrador e provenientes do poema "O Caçador de Esmeraldas" de Olavo Bilac.